# Pseudocalotes poilani
Pseudocalotes poilani là một loài thằn lằn trong họ Agamidae. Loài này được Bourret mô tả khoa học đầu tiên năm 1939.